# Giải Nakahara
Giải thưởng Hội Kinh tế Nhật Bản - Nakahara (hay được gọi tắt là Giải JEA-Nakahara, hoặc Giải Nakahara, tiếng Nhật: 中原賞), là giải thưởng của Hội Kinh tế Nhật Bản với sự tài trợ của doanh nhân Nakahara Nobuyuki, trao mỗi năm một lần cho một nhà kinh tế học quốc tịch Nhật Bản dưới 45 tuổi có những đóng góp lớn lao cho tư tưởng và lý luận kinh tế học. Lần trao giải thưởng đầu tiên là vào năm 1995.
Cho đến nay đã có các nhà kinh tế học sau nhận Giải Nakahara.
- 1995: Hayashi Fumyo (林文夫)
- 1996: Matsuyama Kogi (松山公紀)
- 1997: Kiyotaki Nobuhiro (清滝信宏)
- 1998: Nishimura Kiyohiko (西村清彦)
- 1999: Okada Akira (岡田章)
- 2000: Kamiya Kazuya (神谷和也)
- 2001: Charles Yuji Horioka
- 2002: Kandori Michihiro (神取道宏)
- 2003: Itō Hideshi (伊藤秀史)
- 2004: Matsushima Hitoshi (松島斉)
- 2005: Hoshi Takeo (星岳雄)
- 2006: Kitamura Yuichi (北村祐一)
- 2007: Matsui Akihiko (松井彰彦)
- 2008: Kajii Atsushi (梶井厚志)
- 2009: Konishi Hideo (小西秀男)